# Publio Valerio Publícola (cónsul 475 a. C.)
Publio Valerio Publícola (en latín, Publius Valerius Poplicola; f. 460 a. C.) fue un cónsul romano en dos ocasiones: la primera en el año 475 a. C., junto con Cayo Naucio Rútilo, y la segunda en el año 460 a. C., junto con Cayo Claudio Sabino. 
P. Valerio P. F. Voluso N. Publícola era hijo de uno de los fundadores de la República romana, Publio Valerio Publícola. Durante su primer consulado, derrotó a un ejército coligado de veyenses y sabinos en las cercanías de Veyes y obtuvo un triunfo por esta acción. 
Fue interrex en 462 a. C. y, durante su segundo consulado, Publícola debió enfrentar la sorpresiva toma del Capitolio y la ciudadela por exiliados y esclavos sublevados bajo la conducción del sabino Apio Herdonio. Los tribunos resistieron la movilización dispuesta para recuperar la colina convocando la Asamblea de la plebe. Eran tiempos de enfrentamiento con motivo de la Propuesta Tarentilia, destinada a poner límites al poder consular. Valerio se presentó ante la Asamblea y arengó a la población, con lo cual consiguió su apoyo.
Murió durante la recuperación del Capitolio, avanzando al frente de las tropas romanas y de la ciudad aliada de Túsculo al mando de su dictador Lucio Mamilio, cuando ya se habían abierto paso hasta el vestíbulo del templo. Se dice que los plebeyos fueron a casa del cónsul a depositar un cuarto de as cada uno para que sus funerales tuviesen mayor pompa.